# A história do jovem em busca de saber o que é o medo
A história do jovem em busca de saber o que é o medo (em alemão: Märchen von einem, der auszog das Fürchten zu lernen) ou A história do garoto que saiu para aprender o que era o medo é um conto de fadas alemão compilado pelos Irmãos Grimm. É o conto número 4 (KHM 4). A história foi incluída também por Andrew Lang em O Livro Azul das Fadas (1889) e conta as peripécias de um jovem ingênuo que é incapaz de sentir medo. Enquadra-se no Tipo 326 do Sistema Aarne-Thompson-Uther de classificação de contos folclóricos.
Esta história não figurou em nenhuma coletânea literária anterior, mas foi fortemente influenciada pela aventura medieval de Sir Lancelot du Lac intitulada Les Merveilles de Rigomer (As Maravilhas de Rigomer), em que este passa uma noite num castelo mal-assombrado e sofre as mesmas provações do jovem do conto.
A história influenciou Richard Wagner na ópera de 1876 Siegfried, no episódio em que o jovem personagem com este nome, incapaz de sentir medo, expressa ao seu pai adotivo Mime que gostaria de aprender a senti-lo. Mime responde que o sábio aprende rápido, mas o tolo sente mais dificuldade.

## Origem
A história foi publicada pelos Irmãos Grimm na segunda edição de Kinder- und Hausmärchen em 1819. A primeira edição (1812) conteve uma versão reduzida intitulada "Bom Jogo de Boliche e de Cartas" (Alemão: "Gut Kegel- und Kartenspiel"). Sua fonte imediata foi Ferdinand Siebert da aldeia de Treysa perto de Kassel. Os Irmãos Grimm também conheciam diversas variantes dessa difundida história.

## História
Um pai tem dois filhos, o mais velho, esperto, e o mais novo, tolo. Este declara que gostaria de aprender a sentir medo (gruseln em alemão, literalmente "arrepiar-se de medo". O sacristão oferece-se para acolhê-lo em sua casa e ensiná-lo a ter medo, e no meio da noite manda o rapaz subir ao campanário para tocar o sino, e logo depois surge fantasiado de fantasma. Mas o rapaz em vez de entrar em pânico lança o "fantasma" escada abaixo.
O pai expulsa o rapaz de casa e este sai mundo afora em busca da sensação de medo. Um homem aconselha que passe uma noite sob as forcas onde sete condenados ainda estão pendurados, mas o rapaz não sente medo algum. Numa hospedaria fica sabendo que o rei ofereceu a mão de sua filha a quem conseguisse passar três noites seguidas num castelo mal-assombrado. Ali o rapaz é atacado por todo tipo de assombração mas consegue enfrentá-las sem se apavorar. Ganha a mão da princesa e quando esta lança um balde de água gelada cheia de peixinhos nele durante seu sono, acorda tremendo e aí sim declara que aprendeu o que é sentir medo.